# 人面犬
人面犬（じんめんけん）は、人間の顔を持ち言葉を喋る犬に関する都市伝説。

## 概説
この噂は、1989年から1990年にかけて、主に小中学生の間でマスメディアを介して広まった。
その「目撃例」は、大別して以下の2種類に分かれる。
- 深夜の高速道路で、車に時速100キロメートルのスピードで追いすがり、追い抜かれた車は事故を起こす。
- 繁華街でゴミ箱を漁っており、店員や通行人が声を掛けると、「ほっといてくれ」と言い返して立ち去る。

他にも「勝手だろ」「うるせえ」「なんだ、人間か」などの捨て台詞を言った、カップルに対して下品な言葉を吐いた、6メートル以上ジャンプした、などのエピソードが流布された。
非常に足が速く、高速道路上の車がこの人面犬に追い抜かれると事故を起こす、人面犬に噛まれた人間は人面犬になってしまう等の噂も立ち上った。また、「どこかに犬と顔を交換した（させられた）犬面人がいる」と締めくくられるケースもある。
顔は中年男性だともいわれ、妖怪研究家・山口敏太郎は、リストラされて自殺した中年男性の怨念が犬に憑依したものか、としている。
その「正体」に関しては、「妖怪の類」・「遺伝子操作による生物兵器」・「『T市』という土地でのバイオテクノロジー実験による産物」・「環境汚染による突然変異」説などが、各々のシチュエーションにマッチした派生を伴い語られた。霊的なものであり、強い霊感の持ち主にしか見えないなどの設定も付いた。

### 派生作品
月刊コロコロコミック1990年10月号に、竹村よしひこの読み切り漫画『人面犬太』が掲載された。

## ブームのルーツ
- 1973年に連載開始したつのだじろうの怪奇漫画『うしろの百太郎』に時々人間のような顔になる霊能犬「ゼロ」が登場。
- 1978年の映画『SF/ボディ・スナッチャー』に人面の犬が登場。
- ジャーナリストの石丸元章は、自身がポップティーン誌編集部と結託して、読者投稿にあった人面犬の話に創作を加えて誌上で広めたのがブームの発祥であると、クイック・ジャパン創刊準備号のレポートに記述[7]。
- 俳優の的場浩司は、仲間内の野良犬をネタにした冗談を、知人のDJが放送で取り上げた結果、全国にひろがったのだ、とダウンタウンDXで主張。
- 爆笑問題の田中裕二は、ラジオ番組爆笑問題カーボーイにおいて、同番組の放送作家のYAS5000が以前結成していたお笑いコンビ「環境改善センター」の相方が発端だと発言。
  - 小学生の「噂伝播」のネットワークの検証を目的として、東京のと或る大学の都市伝説系サークルが噂の拡がり方を調べるケーススタディとして意図的に流し、作り物のポスターや、子供に尋ねるなどの行為で噂を広めたマッチポンプであると、 YAS5000自身が当事者である相方から、その内実を聴き、それが放送された。
  - 上記のと或る大学の都市伝説系サークルがの放課後の小学生らに「研究所から人間の顔を持った犬が逃げたんだが、見なかったか?」と、白衣姿で尋ねまわったところ1年後にはこの噂が大流行した、というもの。
  - 「放っておいてくれ」の台詞も、現実感を出す為に、白衣を着た人々がアドリブで出た言葉。

## 伝承にみる「人面犬」
人間の顔を持つ犬の民間伝承は、少なくとも江戸時代から存在する。

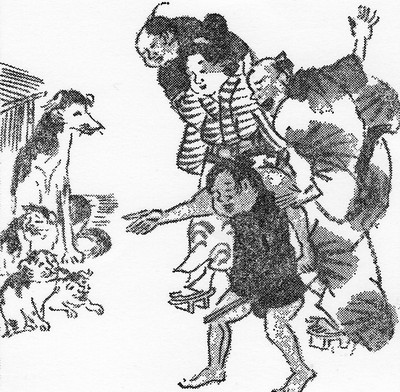
石塚豊芥子『街談文々集要』より「犬産人面狗」

江戸時代の文人・石塚豊芥子の著書『街談文々集要』によれば、文化7年（1810年）6月8日に江戸の田戸町で、ある牝犬の産んだ子犬の1匹が人間そっくりの顔であったという。1人の興行師がこれを聞きつけ、さっそく人面犬の見世物として売り出したところ、押すな押すなの大人気となった。
当時、「梅毒患者は牝犬と性交すると治癒する」との迷信があり、その結果、産まれたのがこの人面犬だと噂された
。
同じく江戸時代の文人にして水戸藩士の加藤曳尾庵の著書『我衣』によれば、文政2年（1819年）4月29日、日本橋近郊で産まれた子犬が人面といわれ、江戸中の評判となって見物人がつめかけた。曳尾庵が見物人から聞いた話によれば、猿のような顔つきだったという。また瓦版によれば前足が人間の足だったという。